# Невеста на одну ночь
Невеста на одну ночь (итал. Moglie per una notte) — итальянская кинокомедия 1952 года режиссера Марио Камерини на основе комедии Анны Боначчи «Время фантазии». В 1964 году на основе этого произведения режиссер Билли Уайлдер создал фильм «Поцелуй меня, дурачок».

## Сюжет
Граф д'Ориджо, пресловутый ловелас, обольщен привлекательной женщиной — Джеральдиной, надеется соблазнить ее. Он пытается выяснить, кто она. Джеральдина является куртизанкой, однако местный мэр говорит графу, что она — Оттавия, жена его племянника, Энрико, молодого композитора. Энрико недавно закончил писать оперу и ему нужна поддержка графа, чтобы поставить ее на сцене в Парме. Дядя Энрико надеется помочь ему, используя Джеральдину.